# Petr Polodna
Petr Polodna (* 30. března 1982) je bývalý český profesionální hokejový útočník, který většinu kariéry odehrál za kluby 1. české ligy. Za Kometu Brno a HC Chemopetrol nastoupil k několika utkáním také v české extralize, s Kometou v sezóně 2011/2012 došel do finále play-off.

## Hráčská kariéra
S hokejem začal v pěti letech v Jihlavě. Od roku 1999 byl hráčem HC Chemopetrol Litvínov. Seniorský hokej si poprvé vyzkoušel v sezoně 2000/2001, kdy pomáhal Milevsku ve druhé lize. Stále ještě v juniorském věku v ročníku 2002/2003 působil v extraligovém kádru Litvínova a poznal i druhou nejvyšší soutěž v dresu HC Slovan Ústečtí Lvi. Od sezony 2003/2004 působil v barvách KLH Chomutov a setrval tam až do sezony 2007/2008. Od sezony 2008/2009 působil v dresu týmu HC Kometa Brno, v sezónách 2011/2012–2013/2014 nastupoval za tým HC Rebel Havlíčkův Brod, následující ročník odehrál za JKH GKS Jastrzębie v polské nejvyšší soutěži. Po další sezóně za SK Horácká Slavia Třebíč odehrál části sezóny 2016/2017 za Basingstoke Bison (anglická EPIHL), Hockey Club Amiens Somme (Ligue Magnus) a polský MH Automatyka Gdańsk, kde zůstal do roku 2020. Naposledy nastupoval za HC Kohouti Česká Třebová, hrající krajskou ligu, v sezóně 2021/2022.